# وسیله نقلیه سبز

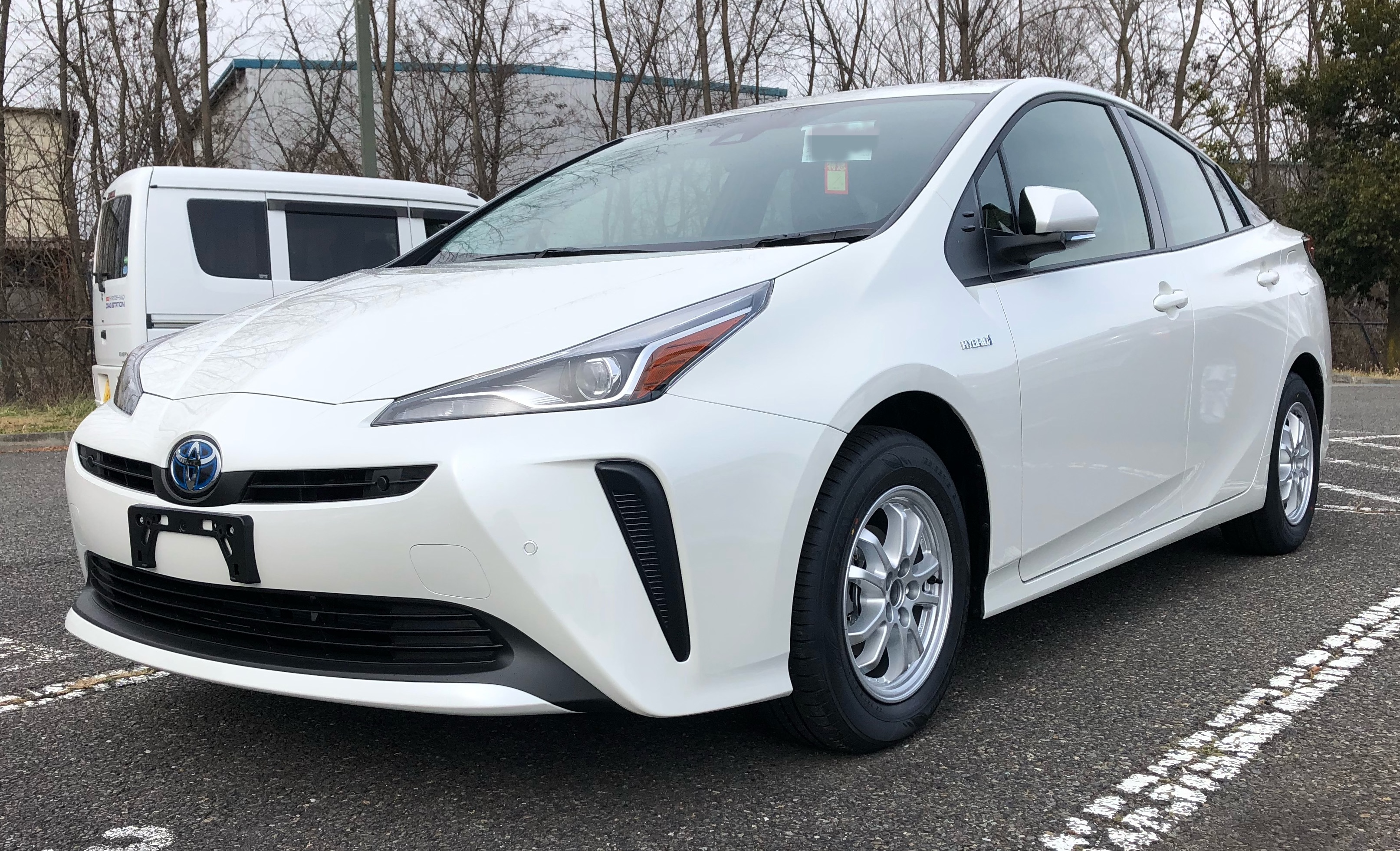
تویوتا پریوس با فروش جهانی ۳٫۷ میلیون دستگاه، پرفروش‌ترین خودروی هیبریدی الکتریکی جهان است. میلیون واحد تا آوریل 2016. برخی از مالکان از هویت آن برای ایجاد یک بیانیه زیست‌محیطی استفاده می‌کنند.

وسیله نقلیه سبز، وسیله نقلیه پاک، وسیله نقلیه سازگار با محیط زیست یا وسیله نقلیه سازگار با محیط زیست، وسیله موتوری است که در مقایسه با وسایل نقلیه موتور درون‌سوز معمولی که با بنزین یا گازوئیل کار می‌کنند، یا وسیله‌ای که از سوخت‌های جایگزین خاصی استفاده می‌کند، اثرات مضر کمتری بر محیط زیست دارد. در حال حاضر، در برخی کشورها این اصطلاح برای هر وسیله نقلیه‌ای که مطابق یا فراتر از استاندارد آلایندگی اروپا (مانند Euro6) یا استانداردهای خودروهای با آلایندگی صفر (مانند ZEV , ULEV , SULEV , PZEV) یا استاندارد سوخت با کربن کمتر وضع شده در چندین کشور باشد، استفاده می‌شود.
وسایل نقلیه سبز به خودروهایی گفته می‌شود که با استفاده از سوخت‌های جایگزین و فناوری‌های پیشرفته حرکتی طراحی شده‌اند و شامل انواع مختلفی از وسایل نقلیه می‌شوند که نسبت به خودروهای سنتی با سوخت فسیلی، تأثیرات زیست‌محیطی کمتری دارند.
از جمله این خودروها می‌توان به خودروی اتصال برقی دوگانه‌سوز، خودروهای هیبریدی پلاگین‌دار، خودروهای تماماً الکتریکی با باتری، خودروهای فشرده‌شده با هوا، خودروی هیدروژنی و خودرو پیل سوختی، خودروهای الکل خالص (نظیر اتانول)، خودروهای چندسوخته، خودروی گازسوز، خودروهای دیزلی پاک، و همچنین خودروهایی اشاره کرد که از ترکیباتی مانند بیودیزل، اتانول یا گازول (مخلوط بنزین و اتانول) بهره می‌برند.
در سال ۲۰۲۱، خودروتسلا مدل ۳ با مصرف سوخت معادل ۱۴۲ مایل به ازای هر گالن بنزین (mpg-e) که برابر با مصرف ۱٫۷ لیتر در هر ۱۰۰ کیلومتر است، به عنوان بهره‌ورترین خودروی دارای گواهی EPA در تاریخ با احتساب همه سوخت‌ها و سال‌های تولید شناخته شد.
این رکورد بالاتر از مدل‌های قبلی تسلا و همچنین خودروی هیوندای آیونیک سال ۲۰۱۹ قرار گرفت.

## بهره‌وری انرژی
خودروهایی که هزینه‌های تولید انرژی آن‌ها مشابه است، می‌توانند در طول عمر عملیاتی خود (یعنی در مرحله بهره‌برداری)، از طریق اتخاذ مجموعه‌ای از تدابیر و اقدامات مؤثر، شاهد کاهش قابل‌توجهی در هزینه‌های انرژی مصرفی باشند:
- مهم‌ترین آنها استفاده از خودرو با سوخت جایگزین است
- یک موتور کارآمد که مصرف نفت خام خودرو (یعنی خودروی برقی دوگانه) را کاهش می‌دهد، یا در طول عمر کاری خود از منابع انرژی تجدیدپذیر استفاده می‌کند.
- استفاده از زیست‌سوخت به جای سوخت‌های نفتی.

نگهداری مناسب از وسیله نقلیه مانند تنظیم موتور، تعویض روغن و حفظ فشار مناسب تایر نیز می‌تواند مفید باشد.
حذف وسایل غیرضروری از خودرو، وزن را کاهش داده و مصرف سوخت را نیز بهبود می‌بخشد.
حتی اگر هزینه‌های انرژی صرف‌شده برای تولید اولیه خودروها (مانند استخراج مواد، ساخت و مونتاژ) تقریباً برابر باشد، با بهینه‌سازی مصرف انرژی در زمان استفاده می‌توان به صرفه‌جویی چشمگیری دست یافت. این کاهش هزینه می‌تواند از طریق روش‌هایی مانند ارتقاء بهره‌وری موتور، کاهش وزن خودرو، بهبود آیرودینامیک، استفاده از تایرهای کم‌مقاومت، سیستم‌های بازیابی انرژی ترمز، رانندگی هوشمند، و استفاده از سوخت‌های پاک‌تر یا انرژی تجدیدپذیر حاصل شود.
| مقایسه چندین نوع خودروی سبز با ویژگی‌های اساسی (مقادیر برای خودروهای در حال تولید فعلی کلی هستند و ممکن است بین انواع مختلف متفاوت باشند) | مقایسه چندین نوع خودروی سبز با ویژگی‌های اساسی (مقادیر برای خودروهای در حال تولید فعلی کلی هستند و ممکن است بین انواع مختلف متفاوت باشند) | مقایسه چندین نوع خودروی سبز با ویژگی‌های اساسی (مقادیر برای خودروهای در حال تولید فعلی کلی هستند و ممکن است بین انواع مختلف متفاوت باشند) | مقایسه چندین نوع خودروی سبز با ویژگی‌های اساسی (مقادیر برای خودروهای در حال تولید فعلی کلی هستند و ممکن است بین انواع مختلف متفاوت باشند) | مقایسه چندین نوع خودروی سبز با ویژگی‌های اساسی (مقادیر برای خودروهای در حال تولید فعلی کلی هستند و ممکن است بین انواع مختلف متفاوت باشند) | مقایسه چندین نوع خودروی سبز با ویژگی‌های اساسی (مقادیر برای خودروهای در حال تولید فعلی کلی هستند و ممکن است بین انواع مختلف متفاوت باشند) |
| --- | --- | --- | --- | --- | --- |
| نوع وسیله نقلیه/ سیستم انتقال قدرت | مصرف سوخت (معادل mpg) | محدوده | هزینه تولید برای محدوده داده شده | کاهش CO2 در مقایسه با متعارف | دوره بازگشت سرمایه |
| موتور احتراق داخلی متعارف | ۱۰–۴۸ | طولانی (۴۰۰–۶۰۰ مایل) | کم | ۰٪ | - |
| بیودیزل | ۱۸–۷۱ | طولانی (۳۶۰–۵۴۰ مایل) | کم | بسته به منبع بیودیزل متفاوت است | - |
| تمام برقی | ۵۴–۱۴۲ | کوتاه‌تر (۱۱۴–۲۵۹) مایل) مدل‌های لوکس متوسط (۴۱۹–۵۱۶) مایل)                                                                                | بالا بسیار بالا | بسته به نوع، متفاوت است روی منبع انرژی                                                                                                   | - |
| پیل سوختی هیدروژنی | ۸۰ | | نجومی | | |
| هیبرید الکتریکی | ۳۰–۶۰ | ۳۸۰ من | متوسط | | ۵ سال |

## انواع

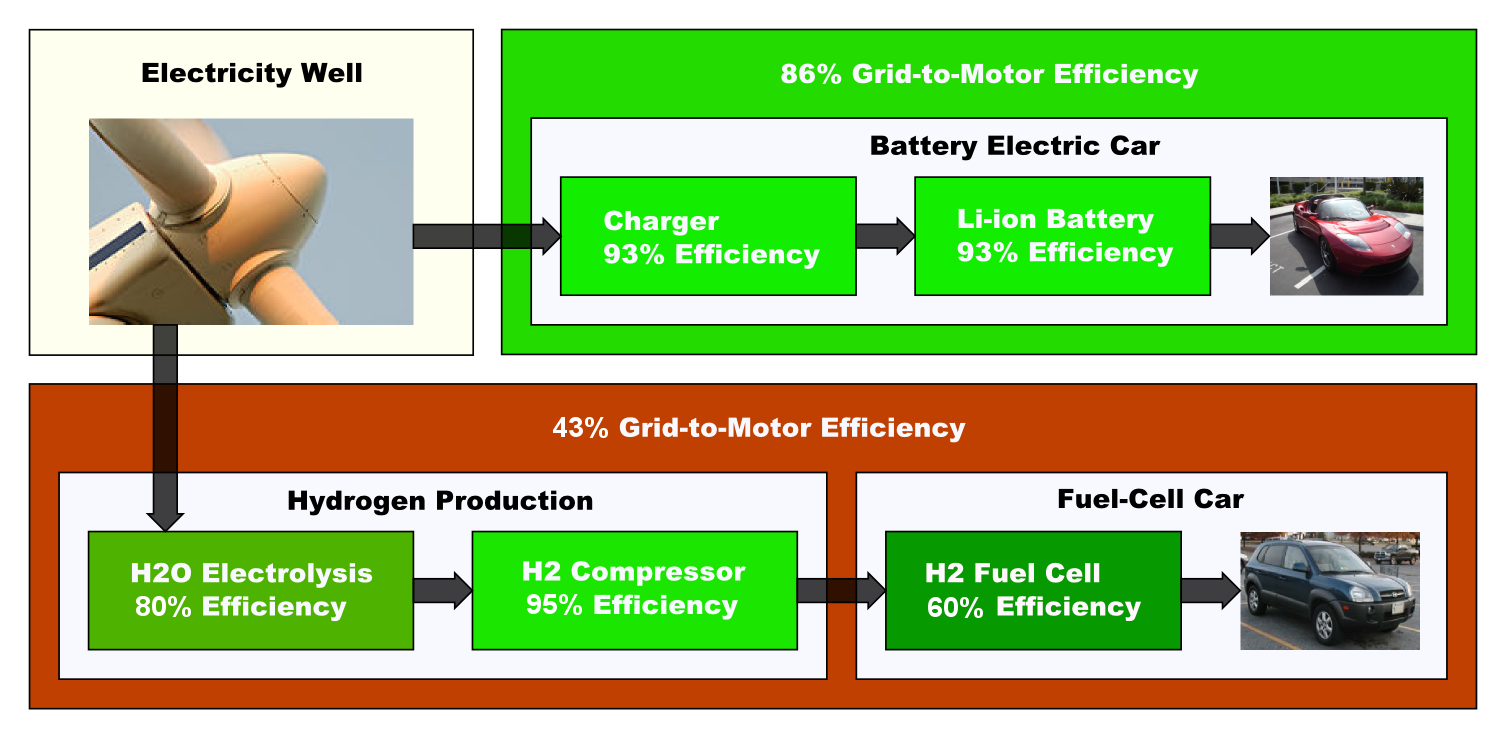
مقایسه بهره‌وری انرژی بین خودروهای باتری‌دار و خودروهای پیل سوختی هیدروژنی

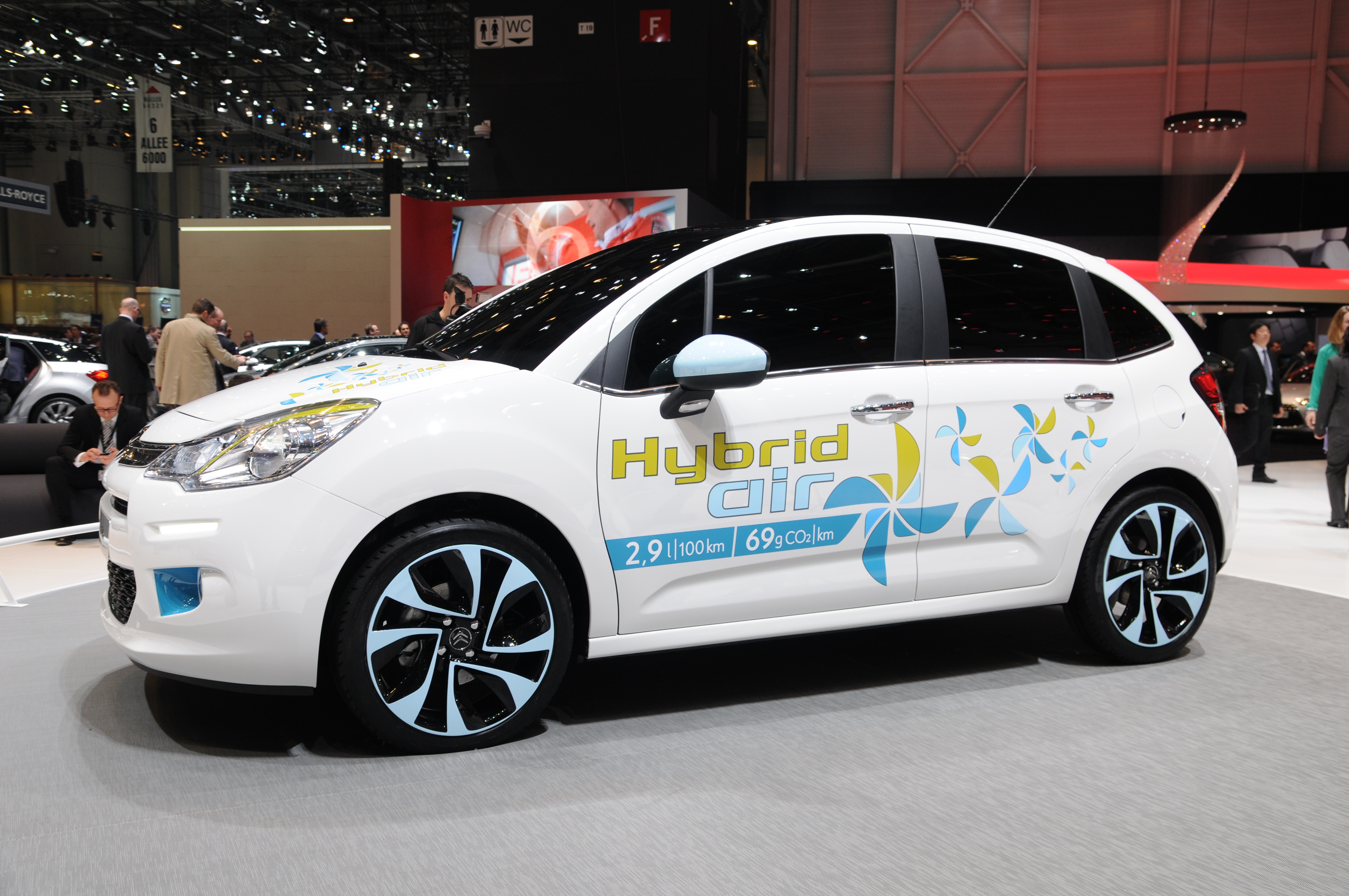
کانسپت PSA Peugeot Citroën Hybrid Air در نمایشگاه اتومبیل ژنو ۲۰۱۳ به نمایش گذاشته شد.

وسایل نقلیه سبز شامل انواع وسایل نقلیه‌ای می‌شوند که به‌طور کامل یا جزئی با منابع انرژی جایگزین غیر از سوخت‌های فسیلی کار می‌کنند یا ضریب نشر کمتری تولید می‌کنند.
گزینه دیگر، استفاده از ترکیب سوخت جایگزین در خودروهای مبتنی بر سوخت فسیلی مرسوم است که باعث می‌شود آنها تا حدی با منابع انرژی تجدیدپذیر کار کنند. رویکردهای دیگر شامل حمل و نقل سریع شخصی است، یک مفهوم ترابری عمومی که حمل و نقل خودکار، بر اساس تقاضا و بدون توقف را در شبکه‌ای از مسیرهای ویژه ساخته شده ارائه می‌دهد.
نمونه‌هایی از وسایل نقلیه با مصرف سوخت کاهش‌یافته شامل خودروهای برقی، خودروی اتصال برقی دوگانه‌سوز و خودروهای هیدروژنی با سوخت سلولی هستند. خودروهای برقی معمولاً از خودروهای پیل سوختی ( بر اساس نسبت باک به چرخ) کارآمدتر هستند. آنها نسبت به خودروهای موتور درون‌سوز مرسوم، مصرف سوخت کمتری دارند، اما برد یا حداکثر مسافت قابل دستیابی قبل از تخلیه باتری، آنها را محدود می‌کند. باتری‌های خودروهای برقی هزینه اصلی آنها را تشکیل می‌دهند. آنها بسته به منبع برق، در مقایسه با یک وسیله نقلیه موتور درون‌سوز (بنزینی، دیزلی) از 0% تا ۹۹٫۹٪ کاهش در انتشار کربن دی‌اکسید ایجاد می‌کنند.